# Linarolo
Linarolo är en ort och kommun i provinsen Pavia i regionen Lombardiet i Italien. Kommunen hade 2 833 invånare (2018).